# Venting (album)
Venting es el álbum debut y único álbum de estudio del grupo musical de nu metal Five.Bolt.Main. Fue lanzado el 13 de septiembre de 2005 a través de Rock Ridge Music. Tres sencillos fueron extraídos del álbum: "Pathetic" (2005), "The Gift" (2006), y "Seem to Be Fine" (2006). Venting vendió alrededor de 20.000 copias.

## Listado de pistas
1. "The Gift" – 2:50
2. "Pathetic" – 4:08
3. "Wait In Line" – 3:34
4. "Broken Compass" – 3:53
5. "What You Are" – 3:39
6. "Slip" – 3:56
7. "Breathing" – 3:30
8. "Seem to Be Fine" – 4:10
9. "Life of Mine" – 3:26
10. "Descending" – 3:47
11. "Made Like This" – 3:31
12. "Bid Farewell" – 3:30

## Personal
La siguiente alineación figuró en Venting - y fue la alineación original de Five.Bolt.Main.
- Chris Volz - voz
- Aaron Welenken - guitarra
- Jason Chandler - guitarra
- Ben Patrick - bajo
- Ivan Arnold - batería

## En otros medios
- En 2009, la canción de Five.Bolt.Main "The Gift" fue utilizada como la canción oficial de "PWO Wrestlelution 2: A Coming of Age", un evento de lucha libre que salió al aire en la televisión "Pro Wrestling Ohio" en el estado de Ohio.

## Vídeos musicales
- "Pathetic" (2005)
- "The Gift" (2006)